# يو إف سي 234
يو إف سي 234: أديسانيا ضد سيلفا (بالإنجليزية: UFC 234: Adesanya vs. Silva)‏ هو حدث لفنون القتال المختلطة نظمته يو إف سي، أُقيم في 10 فبراير 2019، على ملعب رود لافر في ملبورن، أستراليا.